# Angel Witch (альбом)
Angel Witch — дебютный студийный альбом британской хеви-метал группы  Angel Witch, выпущенный в декабре 1980 года на лейбле  Bronze Records и спустя годы неоднократно переиздававшийся. На обложке изображена картина, ранее приписываемая Джону Мартину, под названием «Падшие ангелы, входящие в Пандемониум». Альбом сделал Angel Witch одной из ключевых групп новой волны британского хеви-метала.

## Восприятие и наследие
Angel Witch получил в целом очень положительные отзывы. Единственным исключением был самый первый обзор альбома, сделанный журналистом Полом Сутером для влиятельной британской музыкальной газеты Sounds в 1980 году. Сутер назвал альбом «ужасным» и «слабым», омраченным «деструктивно ужасной» постановкой и слабым вокалом. Другой обозреватель той же газеты, Малькольм Доум, напротив, полюбил альбом за его агрессивность, смешанную с мелодичностью, и объявил его «альбомом года» вместе с альбомом Demolition от Girlschool. Канадский обозреватель Мартин Попофф говорил, что это «единственный важный альбом Angel Witch», который является «первым панорамным заявлением о блэк-метале современной эпохи»; его «смесь готической мелодии, зловещих сюрпризов и обжигающих плотных гитарных риффов» делает «группу по-настоящему страшной» и «изолированной и возвышенной от весёлого метал-сообщества» того времени.
Майк Стагно из редакции Sputnikmusic напоминает, что Angel Witch «многие считают классикой NWOBHM наряду с такими альбомами, как Iron Maiden, On Through the Night и Wheels of Steel, и, несмотря на некоторые недостатки общего звучания, это «жемчужина»; он добавляет, что группа Angel Witch «так и не добилась того, чего заслуживала». Обзор Allmusic подчеркивает эту последнюю концепцию и определяет альбом как «классику металла». Чад Бовар из About.com рекомендует альбом к прослушиванию, утверждая, что он заслуживает большого признания как один из альбомов NWOBHM, ответственных за «формирование подъема трэш-метала в середине 80-х» и «основную часть одной из самых важных эпох металла».
Вступительный трек «Angel Witch» был использован в видеоигре 2009 года Brütal Legend.

## Список композиций
Слова и музыка всех песен — Кевина Хейборна.
| №  | Название      | Длительность |
| -- | ------------- | ------------ |
| 1. | «Angel Witch» | 3:25         |
| 2. | «Atlantis»    | 3:42         |
| 3. | «White Witch» | 4:48         |
| 4. | «Confused»    | 2:52         |
| 5. | «Sorcerers»   | 4:16         |

| №                   | Название            | Длительность |
| ------------------- | ------------------- | ------------ |
| 6.                  | «Gorgon»            | 4:06         |
| 7.                  | «Sweet Danger»      | 3:07         |
| 8.                  | «Free Man»          | 4:44         |
| 9.                  | «Angel of Death»    | 4:52         |
| 10.                 | «Devil's Tower»     | 2:28         |
| Общая длительность: | Общая длительность: | 38:20        |

В 1990 году альбом был переиздан лейблом Roadrunner Records и содержал в себе три бонусных трека. Эти тре трека изначально присутствовали на мини-альбоме 1981 года Loser.
| №                   | Название            | Длительность |
| ------------------- | ------------------- | ------------ |
| 11.                 | «Loser»             | 2:50         |
| 12.                 | «Suffer»            | 3:24         |
| 13.                 | «Dr. Phibes»        | 2:50         |
| Общая длительность: | Общая длительность: | 47:24        |

В 2000 году альбом был переиздан лейблом Castle Communications и содержал шесть бонус-треков: в дополнение к 3-м предыдущим бонус-трекам, в альбом также вошли новые три песни. Треки 14 и 16 изначально были би-сайдами для мини-альбома Sweet Danger. пятнадцатый трек взят из сборника NWOBHM Metal for Muthas.
| №                   | Название            | Длительность |
| ------------------- | ------------------- | ------------ |
| 14.                 | «Flight Nineteen»   | 5:55         |
| 15.                 | «Baphomet»          | 5:00         |
| 16.                 | «Hades Paradise»    | 4:39         |
| Общая длительность: | Общая длительность: | 62:58        |

2 августа 2005 года альбом был снова переиздан Castle Records под названием «25th Anniversary Expanded Edition» (рус. Расширенное издание в честь 25-летия) с немного другой обложкой. Песни были подвергнуты ремастерингу, и в переиздании был добавлен расширенный буклет, а также ещё больше бонус-треков. В дополнение к вышеупомянутым шести бонус-трекам он также включал 4 трека, записанные для программы BBC «Friday Rock Show» от 14 марта 1980 года.
| №                   | Название                                | Длительность |
| ------------------- | --------------------------------------- | ------------ |
| 17.                 | «Sweet Danger» (концертная запись)      | 3:13         |
| 18.                 | «Angel of Death» (концертная запись)    | 5:13         |
| 19.                 | «Extermination Day» (концертная запись) | 3:40         |
| 20.                 | «Angel Witch» (концертная запись)       | 3:31         |
| Общая длительность: | Общая длительность:                     | 78:34        |

### Издание в честь 30-летия
В 2010 году, в год 30-летия с момента выхода, альбом был переиздан лейблом Sanctuary Records в двухдисковой версии, с добавление демо и других версий песен. В сумме переиздание состоит из 30 треков.
| №   | Название                                            | Длительность |
| --- | --------------------------------------------------- | ------------ |
| 1.  | «Angel Witch»                                       | 3:23         |
| 2.  | «Atlantis»                                          | 3:42         |
| 3.  | «White Witch»                                       | 4:47         |
| 4.  | «Confused»                                          | 2:51         |
| 5.  | «Sorcerers»                                         | 4:14         |
| 6.  | «Gorgon»                                            | 4:04         |
| 7.  | «Sweet Danger»                                      | 3:04         |
| 8.  | «Free Man»                                          | 4:42         |
| 9.  | «Angel of Death»                                    | 4:52         |
| 10. | «Devil's Tower»                                     | 2:25         |
| 11. | «Sweet Danger» (сессии к BBC Friday Rock Show)      | 3:11         |
| 12. | «Angel of Death» (сессии к BBC Friday Rock Show)    | 5:11         |
| 13. | «Extermination Day» (сессии к BBC Friday Rock Show) | 3:38         |
| 14. | «Angel Witch» (сессии к BBC Friday Rock Show)       | 3:32         |

| №                   | Название                                  | Длительность |
| ------------------- | ----------------------------------------- | ------------ |
| 1.                  | «Devil’s Tower» (Демо)                    | 5:52         |
| 2.                  | «White Witch» (Демо)                      | 5:20         |
| 3.                  | «Baphomet» (Демо)                         | 7:17         |
| 4.                  | «Sorceress» (Демо)                        | 4:25         |
| 5.                  | «Extermination Day» (Демо)                | 3:57         |
| 6.                  | «Flight Nineteen» (Демо)                  | 6:28         |
| 7.                  | «Hades Paradise» (Демо)                   | 6:07         |
| 8.                  | «Baphomet» (версия с Metal for Muthas)    | 4:57         |
| 9.                  | «Sweet Danger» (а-сторона 12′ сингла)     | 3:10         |
| 10.                 | «Hades Paradise» (би-сайд 12′ сингла)     | 4:37         |
| 11.                 | «Flight Nineteen» (би-сайд 12′ сингла)    | 5:52         |
| 12.                 | «Angel Witch» (версия 7′ сингла)          | 3:12         |
| 13.                 | «Gorgon» (би-сайд 7′ сингла)              | 4:04         |
| 14.                 | «Loser» (а-сторона мини-альбома Loser)    | 2:49         |
| 15.                 | «Suffer» (би-сайд мини-альбома Loser)     | 3:23         |
| 16.                 | «Dr. Phibes» (би-сайд мини-альбома Loser) | 2:49         |
| Общая длительность: | Общая длительность:                       | 127:55       |

## Участники записи
Angel Witch
- Кевин Хейборн — гитары, вокал
- Кевин Риддлс — бас-гитара, клавишные, бэк-вокал
- Дэйв Хогг — ударные

Производственный персонал
- Мартин Смит — продюсер
- Марк Дирнли, Эшли Хоу, Джон Галлен — инженеры
- Джулс Купер, Ник Роджерс — помощники инженера